# Vallée de Joux
Vallée de Joux je údolí v pohoří Jura ve švýcarském kantonu Vaud. Leží 50 km severně od Ženevy a Lausanne v nadmořské výšce kolem 1000 m.

## Geografie

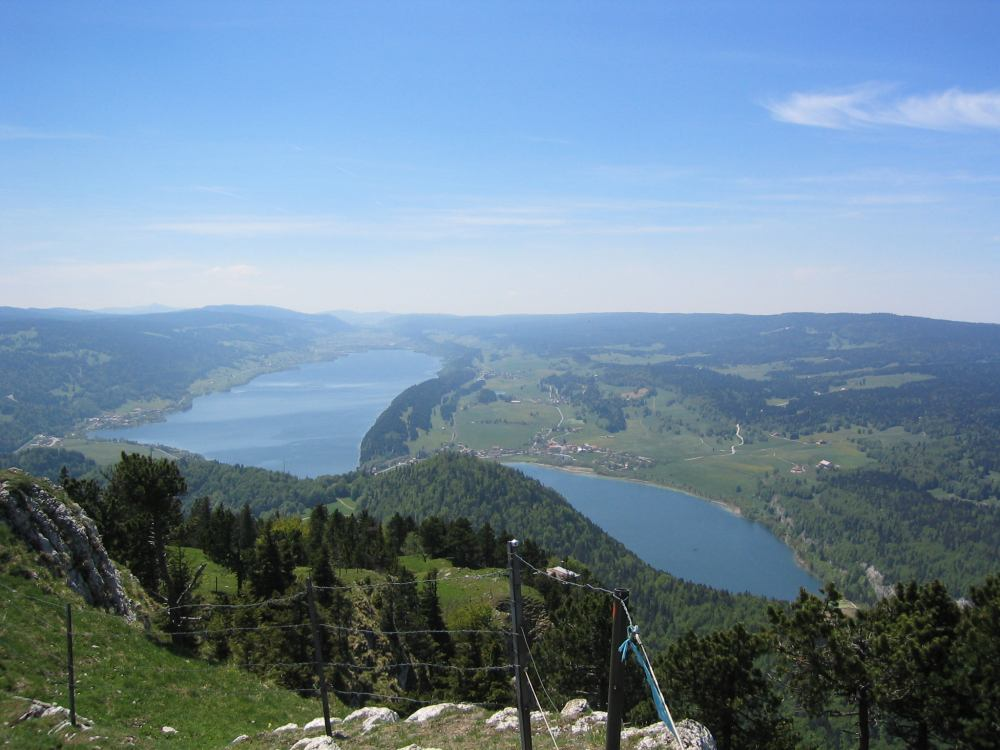
Lac de Joux a Lac Brenet ve Vallée de Joux

Údolí Vallée de Joux se táhne v délce asi 20 km ve směru od jihozápadu k severovýchodu. Má ploché dno údolí, které je většinou široké 1 až maximálně 1,5 km, zatímco celá kotlina údolí (včetně přilehlých svahů) je široká asi 4 až 5 km. Údolí tvoří synklinálu, kterou na jihovýchodě lemují záhyby (antiklinály) masivu Mont-Tendre a na severozápadě záhyby masivu Risoux. Severovýchodní konec údolí je charakterizován masivy Dent de Vaulion a Col du Mont d’Orzeires, která byla do své současné polohy posunuta v důsledku posunu v systému jurského masivu. Severní strana údolí tvoří hranici s Francií.
Vysoké údolí protíná řeka Orbe, která v bažinaté nížině vytváří četné meandry. Severovýchodní část údolí zaujímají jezera Lac de Joux a Lac Brenet. První z nich je největším jezerem v pohoří Jura, které mohlo vzniknout pouze na porézních vápencových vrstvách, protože jurský ledovec v době ledové uzavřel celé dno údolí nánosy hlíny. Dno údolí se tak stalo až na několik míst nepropustným pro vodu, což umožnilo vznik jezera a přilehlých rašelinišť. Údolí Vallée de Joux nemá žádný povrchový odtok, protože voda mizela v podzemí infiltračními trychtýři (entonnoirs). Dnes slouží jezera Lac de Joux a Lac Brenet jako nádrže pro vodní elektrárnu Vallorbe. Mnohem menší než tato dvě jezera je Lac Ter, které se nachází v prohlubni mezi strmým vápencovým hřebenem Le Revers a masivem Risoux.

## Klima

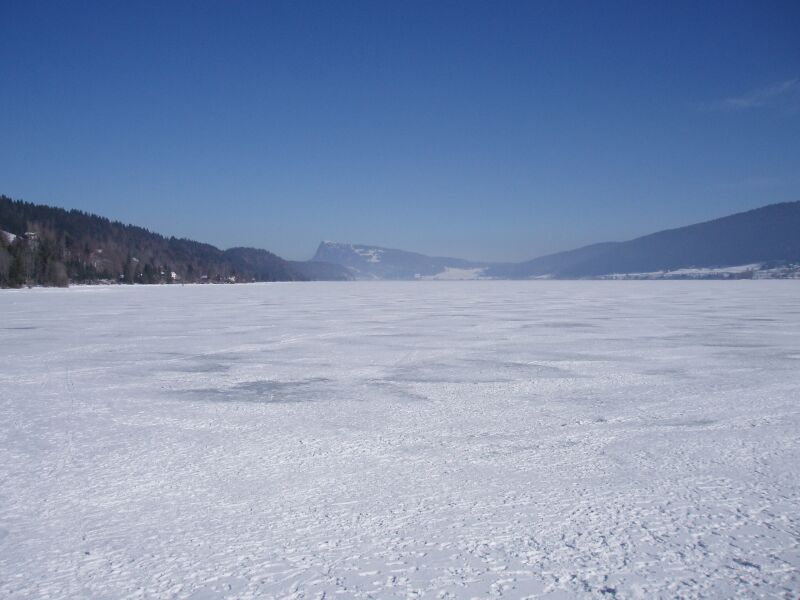
Zamrzlé jezero Lac de Joux

Vallée de Joux se díky své nadmořské výšce vyznačuje drsným klimatem. V Le Sentier je průměrná lednová teplota –4,2 °C a průměrná červencová teplota 13,7 °C. Úplná izolovanost údolí - vzhledem ke své rozloze (32,4 km²) a objemu (1,13 km³) je Vallée de Joux největší sníženinou bez povrchového odtoku ve Švýcarsku - umožňuje za zimních nocí vznik výrazné masy studeného vzduchu. To je nezbytným předpokladem pro poměrně rychlé zamrzání jezera Lac de Joux. Dne 31. ledna 1888 byla zaznamenána teplota –41 °C. Průměrný roční úhrn srážek v údolí se pohybuje kolem 1600 mm, zatímco v okolních výškách spadne výrazně více než 2000 mm.

## Obyvatelstvo

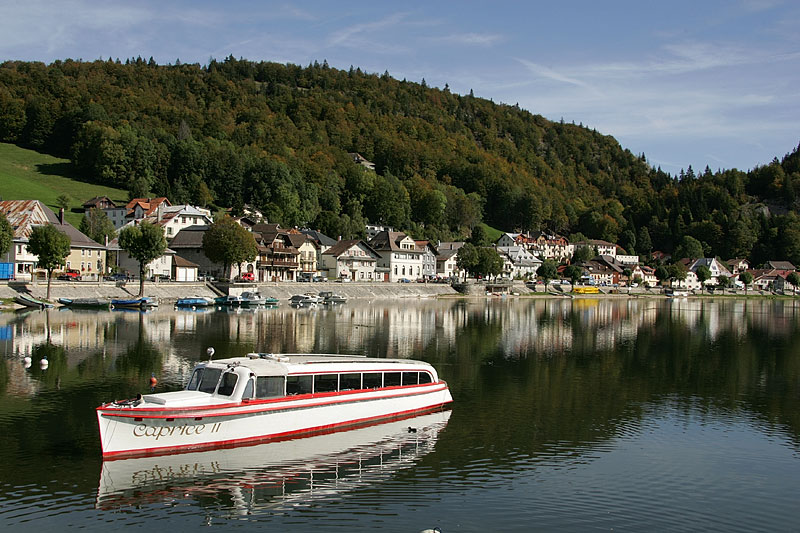
Vesnice Le Pont

Na konci roku 2004 žilo ve Vallée de Joux přibližně 6200 obyvatel. Za posledních 35 let se počet obyvatel v důsledku vystěhovalectví výrazně snížil. Ještě v roce 1970 zde žilo 7700 obyvatel. Údolí se dělí na tři politické obce Le Chenit, L’Abbaye a Le Lieu, které se skládají z mnoha menších osad. Nejvýznamnějšími vesnicemi jsou Le Sentier a Le Brassus (obec Le Chenit) a Le Pont (obec L’Abbaye) na severovýchodním břehu jezera Lac de Joux.

## Hospodářství
Vzhledem k drsnému podnebí se ve vysoko položeném údolí vždy provozovalo rozsáhlé zemědělství a rybolov. Již v 15. století hledali obyvatelé údolí nové způsoby výdělku využitím rozsáhlých lesů a od 16. století se dřevo vyváželo. Vznikaly první kovárny, hamry a pily. Zejména v Les Charbonnières se vyrábělo dřevěné uhlí, které se od 18. století dováželo do Vallorbe a zásobovalo místní průmysl.
Vedle kovozpracujícího průmyslu vzkvétala výroba dřevěných nádob a od 18. století také hodinářství. Zpočátku se hodinářství provozovalo především jako podomácku vyráběná výroba, později však vzniklo několik hodinářských továren. Ve druhé polovině 19. století se v Lac de Joux rozvinula těžba ledu, která se stala významným zdrojem příjmů. Výstavbu železnice z Vallorbe do Le Pont iniciovala společnost Compagnie des glacières des lacs de Joux et Brenet. To usnadnilo přepravu produktů z údolí a napojilo Vallée de Joux na celostátní dopravní síť. V rašelinných oblastech podél Orbe se těžila rašelina, zejména během obou světových válek.
Dnes se různé podniky v údolí Vallée de Joux specializují na mikrotechnologie a přesné strojírenství. Významní jsou vysoce specializovaní dodavatelé pro hodinářský průmysl (výroba luxusních hodinek, průmysl zpracování drahých kamenů), mezi něž patří Audemars Piguet, Blancpain, Breguet, Jaeger-LeCoultre a Meylan. Svou manufakturu má v Le Brassus také společnost Patek Philippe. Vallée de Joux je tak společně s Neuchâtelem místem, kde se nachází několik nejvýznamnějších výrobců hodinek ve frankofonní části Švýcarska i v celém Švýcarsku. Kromě toho dosud hrají důležitou roli pily a dřevozpracující podniky.

## Doprava
Do údolí Vallée de Joux se lze dostat po silnici přes Vallorbe a Col du Mont d’Orzeires, přes průsmyky Col du Mollendruz nebo Col du Marchairuz a z Francie přes Vallée des Rousses. Dne 31. října 1886 byla zprovozněna železniční trať Vallorbe – Le Pont a společnost Pont–Brassus-Bahn (PBr) vybudovala její pokračování až do současné konečné stanice v Le Brassus, která byla slavnostně otevřena 21. srpna 1899.

## Historie
Kvůli své odlehlosti bylo údolí Vallée de Joux, které bylo dříve neprostupnou divočinou, pravděpodobně procestováno až v 6. století. Tehdy se poblíž dnešní vesnice Le Lieu usadil poustevník z benediktinského kláštera Saint-Claude. Údolí však bylo sotva osídleno až do 9. století, kdy sem začali přicházet lidé, především z jihozápadu. V roce 1126 bylo na východním břehu jezera Lac de Joux založeno premonstrátské opatství. Mniši z tohoto opatství provedli první velké vyčištění údolí Vallée de Joux a zrekultivovali tuto oblast.
Od 12. století patřila oblast pánům z La Sarraz, kteří ji v roce 1344 prodali Ludvíku II. Savojskému. Ten údolí přiřadil k panství Les Clées. Po dobytí Vaudu Bernem v roce 1536 přešlo Vallée de Joux zpočátku pod správu panství Yverdon. V roce 1566 však bylo začleněno do panství Romainmôtier. Po pádu Staré konfederace patřilo údolí v letech 1798–1803 v období Helvétské republiky ke kantonu Léman, který byl poté po vstupu v platnost Ústavy o zprostředkování sloučen s kantonem Vaud. V dějinách 20. století se údolí proslavilo tím, že to byly místní hodinářky, které přišly s nápadem na stávku švýcarských žen v roce 1991.